# Močioci (Stari Grad Sarajevo, BiH)
Močioci je naselje u općini Stari Grad, Sarajevo, Federacija BiH, BiH.